# 臺北市大同區太平國民小學
臺北市大同區太平國民小學，簡稱太平國小，原日治時期「大稻埕公學校」與太平公學校，是台北市歷史悠久的國民小學之一，與永樂國小以俊成橋銜接，隔路相望。

## 歷史

### 日治時期
依據日皇敕令第一七八號台灣公學校令及府令第七十八號台灣公學校規則，於明治三十一年10月1日（1898年）
繼承1896年設立之「台北國語傳習所」，創立「大稻埕公學校」。
- 明治31年（1898年）創校。
- 明治36年（1903年）舉行第一回畢業典禮。
- 明治42年 (1909年) ，因開闢道路（今延平北路）而分為東、西兩校區。
- 明治43年 (1910年) ，分設女子分校，在西畔校舍上課（今永樂國小校區）。
- 明治44年 (1911年) ，女子分校獨立為「大稻埕女子公學校」（今蓬萊國小前身）。
- 大正元年 (1912年) 起，專收男生因而有「太平公、蓬萊媽」此俗諺。
- 大正4年 (1915年) ，分設分校（今日新國小前身）。
- 大正6年 (1917年) ，校名改稱「大稻埕第一公學校」，大稻埕女子公學校自西畔校舍遷入新址（即今蓬萊國小校舍）。分校改獨立設校為「大稻埕第二公學校」，在西畔校舍（今永樂國小校區）上課。
- 大正9年 (1920年) ，大稻埕第二公學校遷入新址（即今日新國小）上課。校友黃土水將其在日本東京美術學校（今東京藝術大學）畢業大理石作品《少女》捐贈於母校。
- 大正11年 (1922年) ，校名改稱「臺北市太平公學校」，另附設高等科。
- 大正14年 (1925年) ，分撥二學年一班學生轉入新設立臺北市大橋公學校就讀。
- 昭和5年 (1930年) ，撥出西畔校地校舍轉移新設立之「永樂公學校」（今永樂國小）使用。
- 昭和16年（1941年），改稱「台北市太平國民學校」。

### 戰後時期
- 民國35年（1946年），改稱「臺北市延平區太平國民學校」。
- 民國57年（1968年）施行九年國民教育，改稱「臺北市延平區太平國民小學」。
- 民國79年（1990年），改稱「臺北市大同區太平國民小學」。
- 民國110年（2021年），校方收藏的黃土水作品《少女》被臺北市文化局登錄為一般古物。
- 民國114年（2025年），經國家文化藝術基金會協助、多名企業家校友捐助新台幣1600萬元設置費的「太平國小博物館」正式成立。[1]

## 歷任校長
日治時期
1. 木下邦昌（明治31年10月）
2. 平井又八（明治32年6月）
3. 赤松三代吉（明治34年6月）
4. 前田孟雄（明治37年）
5. 迫田茂（明治40年10月）
6. 加藤元右衛門（大正3年4月）
7. 中野勝馬（昭和3年5月）
8. 赤羽操（昭和6年11月）
9. 田淳吉（昭和14年）

戰後
1. 徐風銓（民國34年）
2. 周有進（民國51年）
3. 陳臣火（民國53年）
4. 林仁義（民國60年）
5. 賴榮樹（民國64年）
6. 顏炳欽（民國67年）
7. 曾秀良（民國72年）
8. 廖文隆（民國79年）
9. 黃勝夫（民國81年）
10. 鄭振森（民國85年）
11. 連寬寬（民國86年）
12. 鍾鏡輝（民國97年）
13. 游鴻池（民國101年）
14. 徐昀霖 （民國105年）
15. 陳智蕾 （民國111年）

## 外部連結
- 臺北市立太平國民小學 （页面存档备份，存于）